# Allianz der Militärangehörigen, Beamten und Lehrer
Allianz der Militärangehörigen, Beamten und Lehrer (chinesisch 軍公教聯盟黨, Pinyin Jūn gōngjiào liánméng dǎng, englisch Military Civil Faculty Alliance Party, MCFAP) war eine zwischen 2014 und 2020 existierende Klein- und Interessenpartei in Taiwan.

## Geschichte
Die Partei wurde am 20. Mai 2014 in Taiwan gegründet. Führende Person bei der Gründung war Li Yanxi (李延禧), der ehemalige Direktor der Kommission zum Wiederaufbau nach dem Taifun Morakot. In der Partei sammelten sich vorwiegend pensionierte ehemalige Militärangehörige und Beamte. Zentrale Forderung der MCFAP war eine Reform des Rentensystems, die zur Besserstellung der Rentner führen solle. Zur Finanzierung der Reform sollten die Reichtümer der Kuomintang (KMT), die diese während der Zeit ihrer Alleinherrschaft angehäuft habe, beschlagnahmt und in einen Rentenfonds überführt werden. Der „grün-blaue“ Parteikampf zwischen DPP und KMT solle beendet werden. In der Frage des Verhältnisses Taiwans zur Volksrepublik China vermied die Partei genaue Stellungnahmen. Allerdings sprach sich Parteivorsitzender Li Yanxi in einem Interview 2015 für ein Festhalten am „Konsens von 1992“ aus.
Bei der Wahl des Legislativ-Yuans 2016 stellte die MCFAP insgesamt 17 Kandidaten auf, die jeweils zwischen 0 und 2 Prozent der Stimmen auf sich vereinten. Die Partei gewann 87.213 Stimmen (0,72 %) und scheiterte damit an der Fünf-Prozent-Hürde.
Am 29. April 2020 entzog das taiwanische Innenministerium der Partei zusammen mit 170 weiteren Kleinstparteien aus formellen Gründen (Nichteinhaltung bzw. -erfüllung der Bestimmungen des Parteiengesetzes) die Registrierung, womit sie de facto aufgelöst war.